# Loi sur la tarification de la pollution causée par les gaz à effet de serre
Lire en ligne

Texte  de la loi

La Loi sur la tarification de la pollution causée par les gaz à effet de serre  (LTPGES, anglais : Greenhouse Gas Pollution Pricing Act) est une loi fédérale canadienne établissant un ensemble de normes nationales minimales pour la tarification du carbone au Canada afin d'atteindre les objectifs de réduction des émissions des gaz à effet de serre de l'accord de Paris sur le climat .
Elle a été adoptée en tant que partie 5 de la Loi no 1 d’exécution du budget de 2018 - un projet de loi budgétaire omnibus - lors de la 42e législature du Canada . La loi est entrée en vigueur immédiatement après avoir reçu la sanction royale le 21 juin 2018.

## Historique

### Engagement du Parti libéral du Canada
En mai 2008, Stéphane Dion alors chef du Parti libéral du Canada, s'engage à mettre en place une taxe sur le carbone lors des élections fédérales canadiennes de 2008,. Défait aux élections, entre autres en raison de cette promesse selon certains observateurs. Cette promesse est par la suite abandonnée par le Parti libéral jusqu'en 2015.
Lors de la campagne pour les élections fédérales canadiennes de 2015, Justin Trudeau prend l'engagement de mettre un prix sur le carbone. Le Parti libéral du Canada ne propose pas la création d'une bourse de carbone ou d'une taxe, mais d'établir un cadre en collaboration avec les provinces et territoires. Ce cadre serait établi lors d'une conférence qui serait tenu dans les 3 mois suivant une élection du Parti libéral.

### Mise en place de la loi
Récemment élu premier ministre du Canada, Justin Trudeau se rend à Paris pour participer à la COP21 en décembre 2015 et signe l'accord de Paris sur le climat. 
Le 3 mars 2016 se tient une conférence entre Justin Trudeau et ses homologues premiers ministres des provinces et territoires. Alors qu'il cherche une entente avec les provinces pour mettre en place d'ici 6 mois un prix sur le carbone, les dirigeants de la Saskatchewan, du Manitoba et du Yukon s'opposent à une taxe carbone. Le gouvernement fédéral montre une certaine flexibilité dans les mesures que pourront mettre en place les provinces et territoires. L'entente mise en place ce jour-là prend pour nom la déclaration de Vancouver,
En octobre 2016, l'accord de Paris sur le climat est ratifié par le gouvernement du Canada. Deux jours après cette ratification, le gouvernement dévoile l'approche du gouvernement fédéral pour une tarification de la pollution par le carbone. Cette approche offre aux provinces et aux territoires la latitude nécessaire pour élaborer leur propre système de tarification de la pollution par le carbone, et donne les détails et les critères que tous les systèmes doivent respecter pour être conformes aux seuils du gouvernement fédéral. En cas d'absence de mécanisme, ou de non-respect des seuils minimaux, le gouvernement fédéral mettra en œuvre sa tarification et remettra entièrement les montants recueillis.
La loi sur la tarification de la pollution causée par les gaz à effet de serre mettant en place ces mesures est adoptée le 21 juin 2018. Les provinces et territoires ont jusqu'au 1er septembre 2018 pour présenter leur plan. Le 28 octobre 2018, le gouvernement du Canada, après étude des plans des provinces et territoires, annonce comment la tarification du carbone s'applique au Canada. À cette date, les plans de la Colombie-Britannique, du Québec, de la Nouvelle-Écosse, de l’Île-du-Prince-Édouard et de Terre-Neuve-et-Labrador sont considérés comme remplissant les critères du gouvernement fédéral, ou en voie de l'être.
En juin 2019, cinq provinces et deux territoires étaient assujettis au système de tarification fédéral pour un ou les deux aspects de la tarification de la pollution. Les provinces de l'Ontario, du Manitoba, du Nouveau-Brunswick et de la Saskatchewan sont assujetties à la fois au système fédéral de redevance sur les combustibles et d'échange de droits d'émission industrielle; les territoires du Yukon et du Nunavut sont volontairement sous les deux systèmes; et l'Île-du-Prince-Édouard s'est volontairement soumise au système de tarification fédéral mais seulement pour l'échange de droits d'émission industrielle. 
Le 30 avril 2019, un nouveau gouvernement est élu en Alberta: le Parti conservateur uni est au pouvoir, Jason Kenney premier ministre de la province. Dans la première semaine après son arrivée au pouvoir, Kenney remplit une promesse électorale et annule la taxe provinciale sur le carbone, qui devient ineffective le 30 mai 2019.  En juin 2019, le gouvernement fédéral annonce qu'il imposera sa propre taxe sur le carbone en Alberta dès le 1er janvier 2020, puisqu'avec l'annulation de sa taxe carbone, cette province ne satisfait plus aux critères minimaux de la loi.
À la demande des gouvernements du Yukon et du Nunavut, le gouvernement du Canada applique le filet de sécurité fédéral à compter du 1er juillet 2019.

### Contestation judiciaire
Le 25 mars 2021, la Cour suprême du Canada rejette l'appel de 2019 des provinces du Manitoba, de l'Ontario et de la Saskatchewan et statue dans le Renvoi relatif à la Loi sur la tarification de la pollution causée par les gaz à effet de serre que la LTPGES est constitutionnelle. Les avis divergent sur les partis qui ont le plus profité politiquement de cette décision, certains déclarant que cela représente un coup dur pour les premiers ministres conservateurs ayant fait de l'opposition à la tarification du carbone un aspect central de leurs politiques,,,.

## Entrée en vigueur dans les provinces et territoires
| YK TNO NT QC TNL CB AB SK MB ON NB IPE NE |

- Le système provincial/territorial s'applique
- Le filet de sécurité s'applique partiellement
- Le filet de sécurité s'applique intégralement

Redevance fédérale sur les combustibles :
- 1er avril 2019: Ontario, Nouveau-Brunswick, Manitoba et Saskatchewan
- 1er juillet 2019:  Yukon et Nunavut
- 1er janvier 2020: Alberta
- 1er avril 2020: Fin pour le Nouveau-Brunswick qui a mis en place son propre système répondant aux exigences du fédéral.

Système de tarification fondé sur le rendement fédéral :
- 1er janvier 2019: Ontario, Nouveau-Brunswick[note 2], Manitoba et Île-du-Prince-Édouard, et en partie en Saskatchewan
- 1er juillet 2019: Yukon et Nunavut.

## Dispositions de la loi
L'objectif de la loi est de fixer un prix sur tous les gaz à effet de serre qui jouent un rôle important dans le piégeage de la chaleur dans l'atmosphère en imposant des normes nationales minimales contraignantes au gouvernement fédéral et à toutes les provinces et territoires du Canada. Les normes de tarification sont divisées en deux parties: 
1. redevance sur les combustibles fossiles
2. système d'échange de droits d'émission basé sur la production pour les industries polluantes

À partir du 1er janvier 2019, la LTPGES exige que tous les gouvernements des provinces et territoires établissent un système de tarification de la pollution qui respecte le prix national minimum par tonne d'équivalent de dioxyde de carbone et des plafonds d'émission établis en vertu de la loi. Un filet de sécurité administré par le gouvernement fédéral en vertu de la LTPGES s'appliquera dans les provinces ou territoires qui n'ont pas de système répondant aux critères, ou si la province ou le territoire demande que le système fédéral soit utilisé.
Les provinces dotées d’un système de plafonnement et d’échange doivent:
1. fixer une cible de réduction de leurs émissions d’ici 2030 qui soit égale ou supérieure à la cible de réduction  du Canada (30% par rapport à 2015, soit 588  Mt d'éq. CO2 pour le Canada[22]);
2. diminuer leurs plafonds annuels au moins jusqu’en 2022 pour qu’ils correspondent, au minimum, à la réduction prévue des émissions pour l’année visée, qui découle de la tarification du carbone dans les systèmes fondés sur les tarifs.

Tous les fonds recueillis dans le cadre du système fédéral sont retournés à la province ou au territoire où ils sont recueillis. Dans les cas où le gouvernement provincial ou territorial a demandé à faire partie du système fédéral, comme le Yukon et le Nunavut (redevance sur les carburants et échange de droits d'émission), ou l'Île-du-Prince-Édouard (échange de droits d'émission seulement), les fonds sont remis au gouvernement de cette province ou de ce territoire. Dans le cas des autres provinces, le gouvernement fédéral effectue des remboursements d'impôt aux citoyens ou à d'autres entités (entreprise, municipalité, hôpital, OBNL, etc.).

### Redevance fédérale sur les combustibles
La redevance sur les combustibles s’applique à 21 combustibles fossiles, dont l’essence, le mazout léger (p.ex. le diesel) et le gaz naturel. Elle s’applique également aux déchets combustibles (p.ex. les pneus). La redevance sur les combustibles est généralement payée par les producteurs et les distributeurs de combustibles qui livrent des combustibles dans une administration où s’applique la redevance sur les combustibles. La redevance fédérale sur les combustibles est gérée par l’Agence du revenu du Canada. Le taux de redevance correspond à la tarification en vigueur pour l'année en cours (ex: du 1er avril 2021 au 31 mars 2022, le taux de redevance sur l'essence est de 8,84¢ par litre ).

### Système de tarification fondé sur le rendement fédéral (STFR)
Le STFR fédéral fixe un prix à la pollution par le carbone provenant des industries tout en réduisant autant que possible les risques pour la compétitivité et les risques de fuites de carbone découlant de la redevance fédérale sur les combustibles. Il est obligatoire pour toutes les installations des administrations assujetties au filet de sécurité dont l’activité principale fait partie des activités industrielles inscrites dans le Règlement sur le système de tarification  et qui émettent 50 kilotonnes ou plus d’équivalent CO2 par année. Il est également possible aux installations qui émettent entre 10 et 50 Kt d'équ. CO2 de se soumettre volontairement à la STFR.

#### GES reglémentés
Les émissions de GES suivant font l'objet de déclaration selon le secteur d'activité et le type d'émission:
- CO2
- CH4
- N2O
- SF6
- PFC
- HFC

#### Secteurs d'activités
Le Règlement sur le STFR comprend 78 normes d'émissions qui s’appliquent à 38 secteurs et d’activités industriels . La norme d'émission, initialement fixée à 70% de la moyenne de l'intensité d'émissions par secteur, afin de limiter les expositions aux coûts des émetteurs, a été élevée à 80% en 2018. Pour de compétitivé internationale, les normes de 4 secteurs (ciment, fabrication du fer et de l’acier, chaux, engrais azotés), ont été rehaussée à 90% de leur moyenne respective ,.

#### Types d'émissions
Neuf types d'émissions sont réglementées et doivent être déclarés par les installations selon leur type de production, les émissions
1. de combustion stationnaire de combustible;
2. liées aux procédés industriels;
3. associées à l’utilisation de produits industriels;
4. d’évacuation;
5. de torchage;
6. dues aux fuites;
7. liées au transport sur le site;
8. des déchets;
9. des eaux usées.

#### Compensation des émissions excédentaires
Les méthodes de compensation consistent soit à payer le prix du carbone en payant la redevance pour les émissions excédentaires, soit à remettre des unités de conformité, ou encore en une combinaison des deux. Les unités de conformité peuvent être:
- des crédits excédentaires;
- des crédits compensatoires admissibles provenant d’un système provincial existant (unités reconnues);
- des crédits compensatoires fédéraux (système en cours d’élaboration)

### Prix de la tonne équivalente deCO2
Les coûts de CO2 par tonne sont indiqués dans l'annexe 4 de la loi. Les prix sont ajustés le 1er avril de chaque année. En août 2021, le gouvernement du Canada a adopté une mise à jour de la tarification du carbone, augmentant de 15$ par année le coût de la tonne à partir de 2023 jusqu'à 2030.
| Année | Redevance par tonne de CO2e ($) |
| ----- | ------------------------------- |
| 2018  | 10                              |
| 2019  | 20                              |
| 2020  | 30                              |
| 2021  | 40                              |
| 2022  | 50                              |
| 2023  | 65                              |
| 2024  | 80                              |
| 2025  | 95                              |
| 2026  | 110                             |
| 2027  | 125                             |
| 2028  | 140                             |
| 2029  | 155                             |
| 2030  | 170                             |